# Барс-8ММК

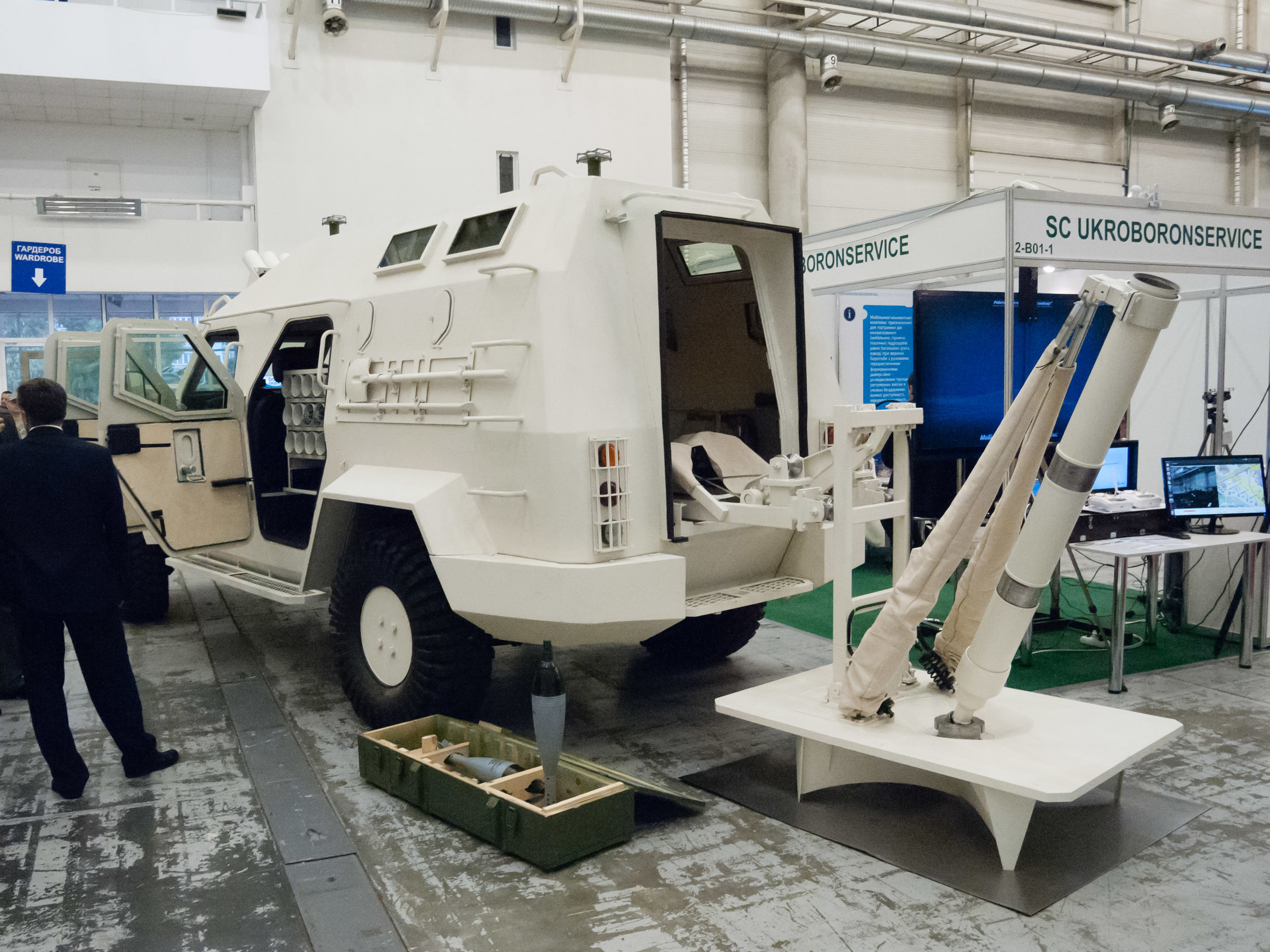
Барс-8ММК

Барс-8ММК — украинский 120-мм самоходный миномет, построенный на шасси колесной бронированной машины Барс-8 с колесной формулой 4х4.

## Описание конструкции
Основой является автомобиль «Барс-8 4х4» украинской корпорации «Богдан». В задней части машины размещался модифицированный миномет 2Б11 с системой автоматического заряжания. Кроме того, на машине установлена автоматизированная система управления огнем с визуализацией тактической обстановки и контролем эффективности огня. Приведение артсистемы в боевую готовность занимает всего 30 секунд, а после производства выстрела расчет может покинуть позицию менее чем за 20 секунд. Скорострельность составляет 12 выстрелов в минуту, а максимальная дальность — до 8 километров. Боекомплект составляет 60 выстрелов.

## Характеристики
Общие :
- База бронеавтомобиль «Барс-8»
- Полная масса до 12000 кг.
- Экипаж: 3
- Длина 6707 мм
- Ширина 2525 мм.
- Высота 2475 мм
- Колесная база 3670 мм.
- Колесная формула 4х4
- Клиренс 280 мм
- Двигатель дизель Cummins объемом 6.7 л, мощностью 385 л. с.
- Коробка передачи 6-ступенчатая МКПП
- Скорость движения до 120 км/ч
- Емкость топливных баков 197 л.
- Бронирование STANAG 4569 Level 2
- Вооружение-120-мм миномет
- Максимальная дальность стрельбы 7200 м.
- Скорострельность — 12 выстр/мин
- Углы горизонтальной наводки ± 60°
- Углы вертикальной наводки от 45° до 90°
- Боекомплект (возимый) — 60 мин
- Время перевода из производного положения в боевое 35 с
- Время перевода из боевого положения в производное 25 с

Время готовности к стрельбе из походного положения — 35 секунд. Время перевода из боевого положения в производное — не более 25 секунд. Максимальная дальность стрельбы из штатного миномета 2Б11 при использовании штатных боеприпасов — до 7,2 км. Опытный расчет может обеспечить скорострельность до 12 выстрелов в минуту. В укладках боекомплекта бронированная машина помещается до 60 мин. Экипаж боевой машины состоит из трех человек, один из которых — механик водитель.